# Evocation I: The Arcane Dominion
Evocation I: The Arcane Dominion è il terzo album prodotto in studio dal gruppo musicale svizzero di genere celtic metal Eluveitie, pubblicato sotto l'etichetta discografica Nuclear Blast. Nell'immagine di copertina dell'album è rappresentato Cernunnos, una Divinità Celtica della Natura.

## L'album
L'album è del tutto acustico, senza parti di chitarra distorta e pochissime parti di voce in growl.
Dall'album è stato anche ricavato un videoclip, fatto per l'ottava traccia: Omnos.
La band aveva annunciato che il seguito di questo album, che si sarebbe intitolato Evocation II: Visions, sarebbe uscito verso dicembre 2009. Più avanti, invece, la band annunciò che il prossimo album ad uscire sarebbe stato Everything Remains (As It Never Was) e che sarebbe stato pubblicato il 19 febbraio 2010.

## Tracce
1. Sacrapos - At First Glance (Feat. A.A. Nemtheanga on Voice) - 2:01
2. Brictom - 4:22
3. A Girls Oath - 1:18
4. The Arcane Dominion (Feat. Oli S. Tyr on Long-Necked lute) - 5:43
5. Within the Grove (Feat. Fredy Schnyder on Hammered Dulcimer, Mina The Fiddler on 5-Stringed Viola) - 1:52
6. The Cauldron of Renascence - 2:05
7. Nata (feat. A.A. Nemtheanga on Additional Vocals) - 	4:02
8. Omnos – 3:48
9. Carnutian Forest - 3:17
10. Dessumiis Luge - 3:28
11. Gobanno (Feat. Sarah Wauquiez on Zugerörgeli, Fredy Schnyder on Hammered Dulcimer, Mina The Fiddler on 5-Stringed Viola) - 3:15
12. Voveso in Mori - 4:09
13. Memento - 3:20
14. Ne Regv Na - 5:07
15. Sacrapos - The Disparaging Last Gaze - 2:43

Limited Edition bonus tracks
1. Slania (Folk Medley) - 1:53
2. Omnos (Early Metal Version) - 3:49

DVD
"Life At Summer Breeze 2008" - 47:09
1. Inis Mona
2. Grey Sublime Archon
3. Of Fire, Wind & Wisdom
4. Bloodstained Ground
5. Slania's Song
6. The Somber Lay
7. Your Gaulish War
8. AnDro
9. Tegernakô

## Formazione
- Päde Kistler - cornamusa, flauto, fischio
- Merlin Sutter - batteria
- Siméon Koch - chitarra elettrica
- Chrigel Glanzmann - voce, mandolino, flauto traverso, fischio, cornamusa, gaita, chitarra acustica, bodhrán
- Meri Tadic -  violino, voce
- Kay Brem - basso
- Ivo Henzi - chitarra elettrica
- Anna Murphy - ghironda, voce